# Sinteza Fischer a indolului
Sinteza Fischer a indolului este o reacție chimică care produce heterociclul aromatic indol dintr-o fenilhidrazină (înlocuită) și o aldehidă sau cetonă, în condiții acide. Reacția a fost descoperită în 1883 de Hermann Emil Fischer. Astăzi, medicamentele antimigrenă din grupa triptanului sunt adesea sintetizate prin această metodă.
Prezența unui catalizator acid potrivit este foarte importantă. Acizii Brønsted, cum ar fi HCI, H2SO4, acidul polifosforic și acidul p-toluensulfonic au fost utilizate cu succes. Acizii Lewis, cum ar fi trifluorura de bor, clorura de zinc, clorura de fier și clorura de aluminiu sunt, de asemenea, catalizatori potriviți pentru această reacție.
Au fost publicate numeroase studii privind această sinteză.

## Mecanism de reacție
Reacția unei fenilhidrazine (înlocuite) cu o grupare carbonil (o aldehidă sau o cetonă) formează inițial o fenilhidrazonă care se izomerizează în respectiva enamină. După protonare, are loc o rearanjare ciclică [3,3]-sigmatropică producând o imină. Imina rezultată formează un aminoacetal⁠(d) (sau aminal) ciclic, care sub cataliza acidului elimină NH3, rezultând într-un indol aromatic, favorabil din punct de vedere energetic.

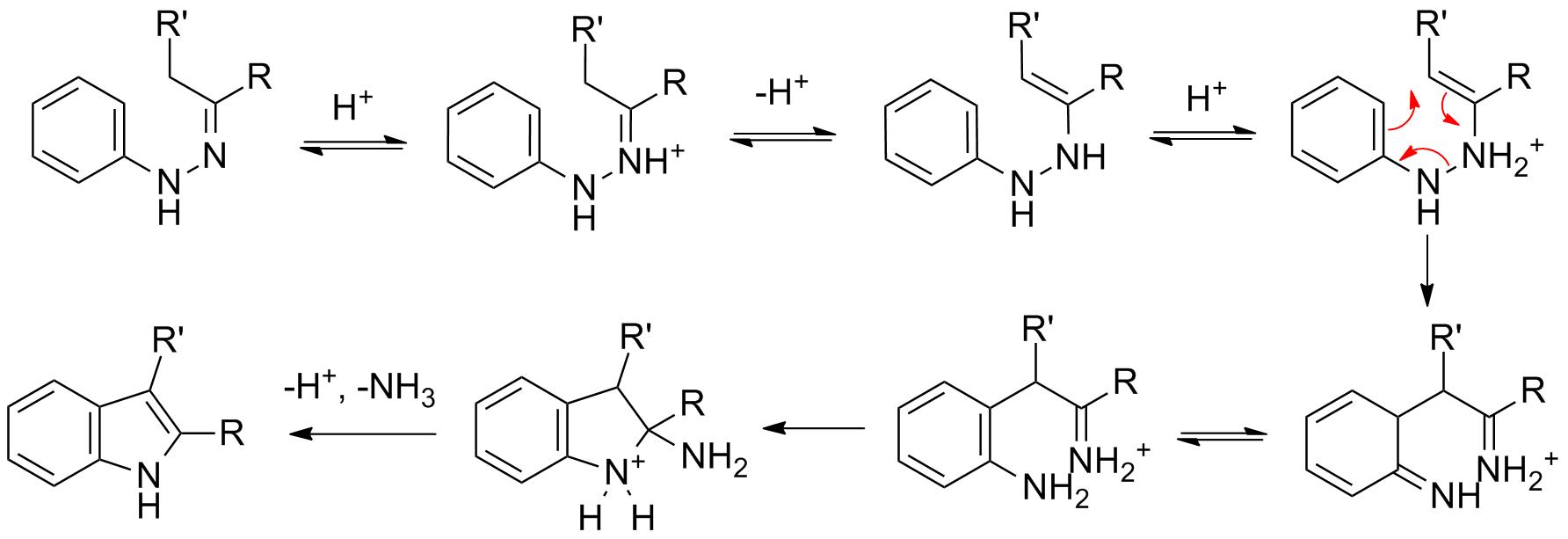
Mecanismul sintezei Fischer a indolului

Studiile de etichetare izotopică arată că azotul aril (N1) al fenilhidrazinei inițiale este încorporat în indolul rezultat.

## Modificarea Buchwald
Prin intermediul unei reacții catalizate de paladiu, sinteza Fischer poate fi efectuată prin cuplarea încrucișată a bromurilor de aril și hidrazonelor. Acest rezultat susține prezența intermediarilor hidrazonici din sinteza clasică Fischer. Aceste N-arilhidrazone sunt supuse schimbului cu alte cetone, extinzând scopul și posibilele aplicări ale acestei metode.

## Aplicări
- Prepararea indometacinei
- Sinteza triptanului
- Sinteza Iprindolului⁠(d) (fenilhidrazină + cicloheptanonă → 2,3-Cicloheptenoindol).

### Reacții conexe
- Sinteza Madelung
- Sinteza Reissert
- Sinteza Gassman
- Sinteza Nenițescu